# Ichneumon peloponnesus
Ichneumon peloponnesus là một loài tò vò trong họ Ichneumonidae.